# Träkumla församling
Träkumla församling var en församling i Visby stift. Församlingen uppgick 2010 i Stenkumla församling.
Församlingskyrka var Träkumla kyrka.

## Administrativ historik
Församlingen har medeltida ursprung.
Församlingen var åtminstone från 1500-talet och till 2010 annexförsamling i pastoratet Stenkumla, Västerhejde och Träkumla som mellan 1 maj 1920 och 1962 också omfattade församlingarna Vall, Hogrän och Atlingbo. Församlingen uppgick 2010 i Stenkumla församling.
Församlingskod var 098049.